# Volby v Srbsku
Volby v Srbsku jsou svobodné. Volí se do parlamentu, obecních a městských zastupitelstev a každých pět let probíhají prezidentské volby. Parlament je jednokomorový a volí se do něj poměrným volebním systémem 250 poslanců na čtyřleté volební období.

## Dominantní politické strany
- Srbská pokroková strana
- Demokratická strana
- Socialistická strana Srbska
- Demokratická strana Srbska
- Liberálně demokratická strana